# Всемирная, международная и колониальная выставка
Всеми́рная, междунаро́дная и колониа́льная вы́ставка (фр. Exposition universelle, internationale et coloniale) проходила в 1894 году в парке «Тет д’Ор», находящемся в городе Лионе, Франция.
Президентом выставки был мэр Лиона Антуан Гайтон, а генеральным концессионером — предприниматель Жан Кларе.

## Название
Выставка поочерёдно называлась несколькими именами: «Лионская международная и колониальная выставка» (фр. Exposition internationale et coloniale de Lyon), «Национальная лионская выставка» (фр. Exposition nationale de Lyon), «Всемирная выставка 1894 года» (фр. Exposition universelle de 1894), «Международная и колониальная выставка» (фр. Exposition internationale et coloniale). Она проходила одновременно с Международной выставкой в Антверпене.

## История
На фоне успеха выставочного движения в конце XIX века, руководители Лиона также решили организовать подобное мероприятие в своём городе. Первоначально проведение выставки планировалось в 1892 году, но впоследствии она была отодвинута на два года с целью увеличить интервал после прошедшей Всемирной выставки 1889 года в Париже.
Открытие выставки состоялось 29 апреля 1894 года, а её колониальной части — 27 мая. Задачей выставки было в том числе продвижение достижений Французской колониальной империи — на выставке были специальные павильоны, посвящённые колониям: Алжиру, Тунису, Индокитаю и Западной Африке.
За время работы выставки её посетили 3 800 000 человек.
Ход выставки ознаменовался трагедией: после её посещения 24 июня президентом Франции Сади Карно, он был убит итальянским анархистом Санте Казерио. Это вызвало акты насилия против итальянцев как в городе, так и на самой выставке. 
В результате проведения выставки прилегавший к выставочному центру квартал Виллёрбана был переименован в «Тонкен» в честь одноимённого вьетнамского города.

## Строения
К выставке в парке «Тет д’Ор» были специально построены павильоны, главным из которых был металлический купол диаметром 220 и высотой 55 метров. На выставке также был построен ряд тематических павильонов: помимо упоминавшихся выше колониальных, были павильон Парижа, департамента Рона и Лиона, павильоны, посвящённые религиозному искусству, социальной экономике, изящным искусствам, сельскому хозяйству, промышленности, железным дорогам, гражданскому строительству, лесному хозяйству и т. д.
Выставочный комплекс был связан с центром города тремя специально построенными трамвайными линиями.

План выставки
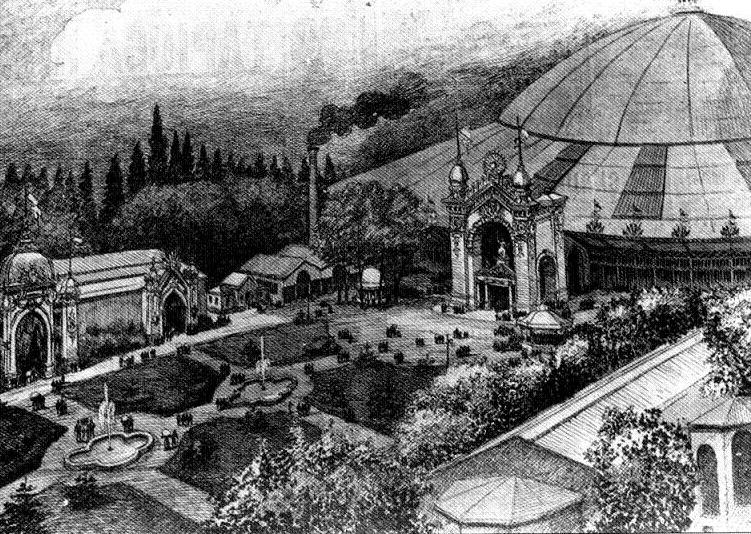
Павильоны выставки
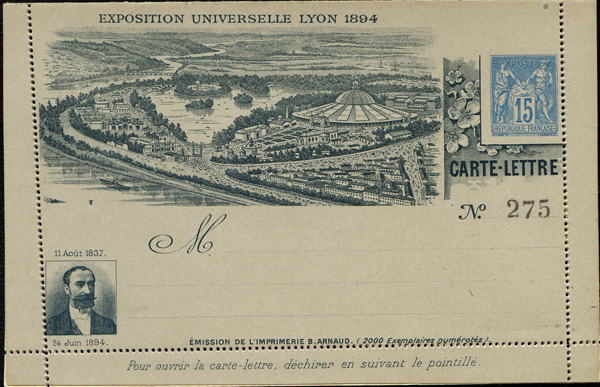
Почтовая открытка 1894 года с панорамой выставки и портретом Сади Карно
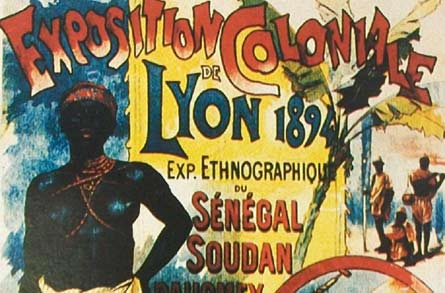
Афиша этнографической части выставки
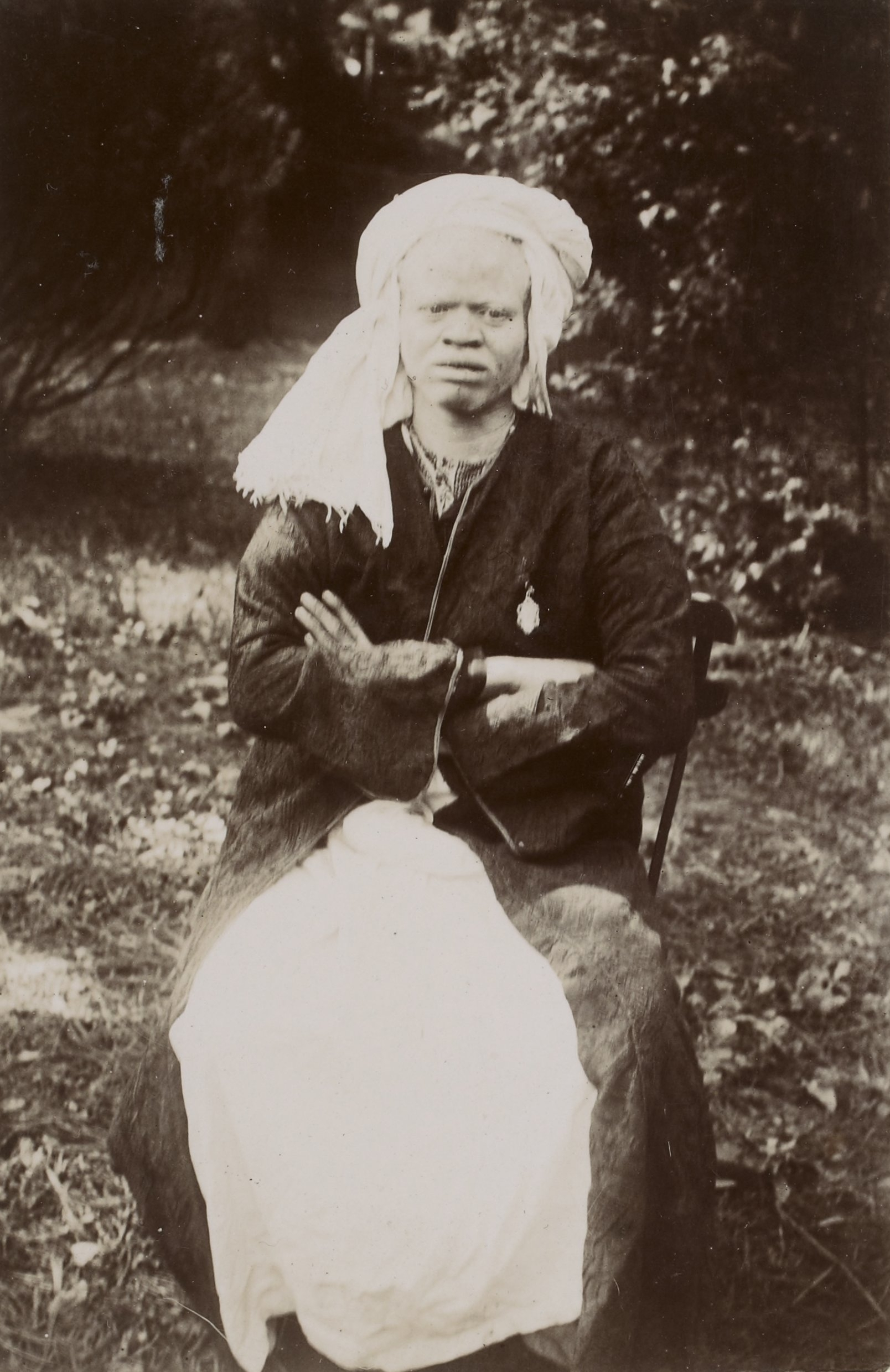
Сенегалец-альбинос — живой экспонат выставки